# Robert Williams (Chemiker)
Robert Joseph Paton Williams (* 25. Februar 1926; † 21. März 2015 in Oxford) war ein britischer Chemiker. Er war Professor an der Universität Oxford.

## Biografie
Williams studierte Chemie am Merton College der Universität Oxford mit dem Masterabschluss 1948 und der Promotion 1950 bei Harry Munroe Irving. Aus diesen Arbeiten stammt die Williams-Irving-Reihe der Stabilität von Komplexen von Ionen. Als Post-Doktorand war er bei Arne Tiselius in Uppsala, wo er chromatographische Verfahren entwickelte. Bei der Rückkehr wurde er Lecturer in Chemie am Wadham College in Oxford. 1965/66 war er an der Harvard University bei B. L. Vallee. In dieser Zeit wandte er sich der Biochemie zu. 1972 wurde er Reader und 1974 Napier Royal Society Research Professor in Oxford. 1991 wurde er emeritiert. Er war Fellow des Wadham College. In Oxford war er Mitgründer der Oxford Enzyme Group.
1961 schlug er die durch Protonen-Gradienten getriebene Herstellung von ATP als Grundlage der Energieversorgung in der Biologie vor.
Er war MBE (2010) und Fellow der Royal Society (1972), deren Royal Medal er erhielt. 1979 erhielt er den Liversidge Award der Royal Society of Chemistry. 1981 war er Bakerian Lecturer (Natural selection of the chemical elements). Er war auswärtiges Mitglied der belgischen, tschechoslowakischen, portugiesischen und schwedischen Akademien der Wissenschaften. 1993 wurde er zum Mitglied der Academia Europaea gewählt. Williams war mehrfacher Ehrendoktor (Löwen, Leicester, Keele, Lissabon, University of East Anglia).
Er gab ein Buch über die Geschichte der Chemie in Oxford heraus. Robert Williams verstarb im März 2015 im Alter von 89 Jahren in Oxford.

## Schriften
- mit C. S. G. Phillips Inorganic Chemistry, Oxford University Press 1965
- mit  J. J. R. Fraústo da Silva: The Chemistry of Evolution. The development of our Ecosystem, Elsevier 2006
- dieselben The biological chemistry of the elements: the inorganic chemistry of life, 2. Auflage, Oxford University Press 2001 (zuerst 1991)
- Herausgeber mit John S. Rowlinson, Allan Chapman: Chemistry at Oxford: a history from 1600 to 2005, Cambridge, Royal Society of Chemistry 2009
- Herausgeber Bioinorganic chemistry: trace element evolution from anaerobes to aerobes, Springer 1998 (mit B. Abolmaali)